# San Miguel del Arroyo (kommun)
San Miguel del Arroyo är en kommun i Spanien.   Den ligger i provinsen Provincia de Valladolid och regionen Kastilien och Leon, i den centrala delen av landet, 130 km nordväst om huvudstaden Madrid. Antalet invånare är 745.